# Christian Zirkelbach
Christian Zirkelbach, né le 20 décembre 1961 à Wurtzbourg, est un ancien athlète allemand spécialiste du sprint.

## Biographie
Lors des Championnats d'Europe d'athlétisme 1982, il remporte la médaille de bronze du relais 4 × 100 mètres avec Christian Haas, Peter Klein et Erwin Skamrahl. Aux 100 mètres, il est éliminé.
Lors des Jeux olympiques d'été de 1984, il fait partie de la sélection allemande pour le relais 4 × 100 mètres qui termine cinquième en finale.
Christian Zirkelbach est aujourd'hui professeur de mathématiques, de statistiques et d'informatique à l'université des arts appliqués de Wurtzbourg-Schweinfurt.

## Source de la traduction
- (de) Cet article est partiellement ou en totalité issu de l’article de Wikipédia en allemand intitulé « Christian Zirkelbach » (voir la liste des auteurs).